# Misumenops devius
Misumenops devius är en spindelart som beskrevs av Willis J. Gertsch 1939. Misumenops devius ingår i släktet Misumenops och familjen krabbspindlar. Inga underarter finns listade i Catalogue of Life.